# Michael Shuey
Michael Shuey (ur. 2 lutego 1994) – amerykański lekkoatleta specjalizujący się w rzucie oszczepem. 
W 2014 roku został złotym medalistą mistrzostw strefy NACAC w kategorii młodzieżowców. Czwarty zawodnik igrzysk panamerykańskich w 2019 roku. W tym samym sezonie bez powodzenia startował w mistrzostwach świata.
Złoty medalista mistrzostw Stanów Zjednoczonych
Rekord życiowy: 85,67 (17 lipca 2021, East Stroudsburg).

## Osiągnięcia
| Rok  | Impreza                       | Miejsce  | Pozycja           | Wynik |
| ---- | ----------------------------- | -------- | ----------------- | ----- |
| 2014 | Młodzieżowe mistrzostwa NACAC | Kamloops | 1. miejsce        | 76,02 |
| 2019 | Igrzyska panamerykańskie      | Lima     | 4. miejsce        | 80,72 |
| 2019 | Mecz Europa – USA             | Mińsk    | 4. miejsce        | 83,21 |
| 2019 | Mistrzostwa świata            | Doha     | el. – 24. miejsce | 78,97 |
| 2021 | Igrzyska olimpijskie          | Tokio    | el. –             | NM    |